# Andalucía TV
Andalucía TV, è il secondo canale di Radio y Televisión de Andalucía.
Dal 28 febbraio 2015 offre una programmazione culturale, sportiva, educativa, per bambini, informativa e complementare alla generalista Canal Sur TV.

## Programmazione
Andalucía Televisión trasmette programmi informativi e divulgativi, che hanno come obiettivo quello di rafforzare l'identità andalusa tramite un'offerta di contenuti di attualità; inoltre, ripete programmi di Canal Sur TV e trasmette programmi informativi e sportivi in esclusiva come Andalucía al Día, Tododeporte, La Noche al Día, oltre a ritrasmettere programmi sportivi e documentari.
Il canale trasmette anche il programma per bambini La Banda del Sur.